# 鄭基元
鄭 基元（チョン・ギウォン、朝鮮語: 정기원、1898年または1899年3月16日 - 1986年6月17日）は、大韓民国およびアメリカ合衆国の教育者、政治家、長老教会の牧師。東亜大学学長、第2・3代韓国国会議員を歴任した。本貫は海州鄭氏。

## 経歴
黄海道殷栗郡出身。平壌崇実専門学校、サンフランシスコ大学神学科卒。プリンストン大学大学院修了（哲学博士）。プリンストン大学副教授・教授・東洋図書館副館長、アメリカ合衆国政府戦時戦略情報局アジア情報部長、米軍政庁顧問、慶尚南道軍政長官顧問、米軍慶尚南道知事通訳官、社団法人大韓軍人遺族会会長、釜山東亜大学（現・東亜大学校）初代学長、新聞学院院長、第2師団顧問、自由党慶尚南道党副委員長、第3代国会外務分科委員長、清州大学校名誉学長、ニューヨーク純福音教会牧師を務めた。
晩年は米国に在住し、1986年6月14日ニューヨークマンハッタンの病院で老衰により死去。享年87。